# Referéndum para la independencia de Escocia de 2014
El referéndum para decidir si Escocia debería ser un país independiente tuvo lugar el 18 de septiembre de 2014. Fue convocado a raíz de un acuerdo político entre el gobierno de la región británica de Escocia y el Gobierno del Reino Unido, por el que se establecieron las bases para un referéndum sobre la independencia escocesa. La decisión fue aprobada por el Parlamento de Escocia en noviembre de 2013.
La pregunta del referéndum, siguiendo las recomendaciones de la Comisión Electoral del Reino Unido, fue: «¿Debería Escocia ser un país independiente? Sí o no». Para aprobarse la propuesta de la independencia, los resultados del referéndum requerían de una mayoría simple. Con algunas excepciones, todos los ciudadanos de la Unión Europea o de la Mancomunidad de Naciones residentes en Escocia de 16 o más años podían votar, un total de unos 4,3 millones de personas. Los escoceses no residentes en Escocia no tenían derecho a voto.
La agrupación política Yes Scotland (‘Sí Escocia’) fue la principal representante de la campaña por el «Sí» y la agrupación Better Together (‘Mejor Juntos’) fue su contraparte por el «No».
Finalmente, el «No» a la independencia se impuso con el 55,3 % de los votos, frente al 44,7 % de los partidarios por la secesión. Hubo una participación de 84,6 %, inusualmente alta para una consulta en Escocia.
Los principales temas de debate en torno al referéndum fueron la economía escocesa, el mantenimiento de la libra esterlina como moneda, la defensa de las islas británicas —incluyendo el manejo de las armas nucleares—, las relaciones entre Escocia y sus vecinos, la permanencia de Escocia en la Unión Europea y la afiliación con organizaciones internacionales como la OTAN o la Mancomunidad de Naciones. Asimismo, se abogaba por el mantenimiento de la monarquía al modo de otros miembros de la Commonwealth (Canadá, Australia, Nueva Zelanda, etc.). El ministro principal de Escocia, Alex Salmond, y su Partido Nacional Escocés (SNP, por sus siglas inglesas) estuvieron a favor de la campaña independentista. El primer ministro británico, David Cameron, y la mayoría de los otros partidos políticos del resto de Reino Unido estuvieron a favor de la continuación de la unión entre Escocia y el Estado británico.

## Antecedentes
Escocia era un estado soberano antes de la aprobación del Acta de Unión de 1707 cuando el Reino de Escocia fue unido con el Reino de Inglaterra para establecer el Reino Unido. Actualmente, Escocia es una nación constituyente y región administrativa del Reino Unido de Gran Bretaña e Irlanda del Norte con su propio gobierno autónomo, el Parlamento Escocés, con sede en Edimburgo. 
No hay precedentes de un referéndum sobre la independencia celebrado en Escocia. En 1979. se celebró un referéndum para restablecer la Asamblea Legislativa de Escocia después de su supresión en 1707, lo que no prosperó, pues aunque la votación fue mayoritaria por el «Sí» no se alcanzó el cuórum de 40 % del electorado en ese sentido. A esta primera consulta favorable le siguió el referéndum escocés de 1997, lo que condujo a la restauración del Parlamento de Escocia.
En Europa, el precedente más cercano es el de la breve República de Crimea, que declaró su independencia de Ucrania tras un referéndum celebrado el 16 de marzo de 2014, antes de su anexión a Rusia. El referéndum no fue reconocido por Ucrania ni por Naciones Unidas, al ser ilegal de acuerdo tanto a la Constitución de Ucrania como a la de Rusia, y estuvo sujeto a muchas irregularidades. Anteriormente, habían accedido a la independencia mediante referéndum Liberia (1846), Noruega (1905), Islandia (1944),  Eslovenia (1990), Georgia, Uzbekistán, Ucrania,  Estonia, Letonia, Lituania, Croacia y Macedonia (1991), Bosnia-Herzegovina (1992), Eritrea (1993), Timor Oriental (1999), Montenegro (2006)  y Sudán del Sur (2011), además de las no reconocidas por el estado titular de Transnistria y Nagorno-Karabaj (1992), Osetia del Sur (2006) y Crimea (2014). Además se han celebrado referéndums de independencia, con resultado negativo en Polinesia Francesa (1958),  Mayotte (1974 y 1976), Quebec (1980 y 1995), Isla Nieves (1998), Puerto Rico (1967, 1998 y 2012).

## Resultados por área
| Área                      | Votos por el Sí | Votos por el No | Sí (%) | No (%) | Diferencia (%) | Participación | Participación (%) |
| ------------------------- | --------------- | --------------- | ------ | ------ | -------------- | ------------- | ----------------- |
| Aberdeen                  | 59,390          | 84,094          | 41.4%  | 58.6%  | 17.2%          | 143,484       | 81.7%             |
| Aberdeenshire             | 71,337          | 108,606         | 39.6%  | 60.4%  | 20.8%          | 179,943       | 87.2%             |
| Angus                     | 35,044          | 45,192          | 43.7%  | 56.3%  | 12.6%          | 80,236        | 85.7%             |
| Argyll and Bute           | 26,324          | 37,143          | 41.5%  | 58.5%  | 17%            | 63,467        | 88.2%             |
| Clackmannanshire          | 16,350          | 19,036          | 46.2%  | 53.8%  | 7.6%           | 35,386        | 88.6%             |
| Dumfries and Galloway     | 36,614          | 70,039          | 34.3%  | 65.7%  | 31.4%          | 106,653       | 87.5%             |
| Dundee                    | 53,620          | 39,880          | 57.3%  | 42.7%  | 14.6%          | 93,500        | 78.8%             |
| East Ayrshire             | 39,762          | 44,442          | 47.2%  | 52.8%  | 5.6%           | 84,204        | 84.5%             |
| East Dunbartonshire       | 30,624          | 48,314          | 38.8%  | 61.2%  | 22.4%          | 78,938        | 91.0%             |
| East Lothian              | 27,467          | 44,283          | 38.3%  | 61.7%  | 23.4%          | 71,750        | 87.6%             |
| East Renfrewshire         | 24,287          | 41,690          | 36.8%  | 63.2%  | 26.4%          | 65,977        | 90.4%             |
| Edimburgo                 | 123,927         | 194,638         | 38.9%  | 61.1%  | 22.2%          | 318,565       | 84.4%             |
| Islas Hébridas Exteriores | 9,195           | 10,544          | 46.6%  | 53.4%  | 6.8%           | 19,739        | 86.2%             |
| Falkirk                   | 50,489          | 58,030          | 46.5%  | 53.5%  | 7%             | 108,519       | 88.7%             |
| Fife                      | 114,148         | 139,788         | 45.0%  | 55.0%  | 10%            | 253,936       | 84.1%             |
| Glasgow                   | 194,779         | 169,347         | 53.5%  | 46.5%  | 7%             | 364,126       | 75.0%             |
| Highland                  | 78,069          | 87,739          | 47.1%  | 52.9%  | 5.8%           | 165,808       | 87.0%             |
| Inverclyde                | 27,243          | 27,329          | 49.9%  | 50.1%  | 0.2%           | 54,572        | 87.4%             |
| Midlothian                | 26,370          | 33,972          | 43.7%  | 56.3%  | 12.6%          | 60,342        | 86.8%             |
| Moray                     | 27,232          | 36,935          | 42.4%  | 57.6%  | 15.2%          | 64,167        | 85.4%             |
| North Ayrshire            | 47,072          | 49,016          | 48.9%  | 51.1%  | 2.2%           | 96,088        | 84.4%             |
| North Lanarkshire         | 115,783         | 110,922         | 51.1%  | 48.9%  | 2.2%           | 226,705       | 84.4%             |
| Islas Orcadas             | 4,883           | 10,004          | 32.8%  | 67.2%  | 34.4%          | 14,887        | 83.7%             |
| Perth and Kinross         | 41,475          | 62,714          | 39.8%  | 60.2%  | 20.4%          | 104,189       | 86.9%             |
| Renfrewshire              | 55,466          | 62,067          | 47.2%  | 52.8%  | 5.6%           | 117,533       | 87.3%             |
| Scottish Borders          | 27,906          | 55,553          | 33.4%  | 66.6%  | 33.2%          | 83,459        | 87.4%             |
| Shetland Islands          | 5,669           | 9,951           | 36.3%  | 63.7%  | 27.4%          | 15,620        | 84.4%             |
| South Ayrshire            | 34,402          | 47,247          | 42.1%  | 57.9%  | 15.8%          | 81,649        | 86.1%             |
| South Lanarkshire         | 100,990         | 121,800         | 45.3%  | 54.7%  | 9.4%           | 222,790       | 85.3%             |
| Stirling                  | 25,010          | 37,153          | 40.2%  | 59.8%  | 19.6%          | 62,163        | 90.1%             |
| West Dunbartonshire       | 33,720          | 28,776          | 54.0%  | 46.0%  | 8%             | 62,396        | 87.9%             |
| West Lothian              | 53,342          | 65,682          | 44.8%  | 55.2%  | 10.4%          | 119,024       | 86.2%             |
| TOTAL                     | 1,617,989       | 2,001,926       | 44.7%  | 55.3%  | 10.6%          | 3,619,915     | 84.6%             |

## Sondeos de opinión

### 2014
| Fechas         | Organización de sondeo                                                                                                   | Tamaño de muestra | Sí   | No   | Indeciso | Ventaja |
| -------------- | --- | ----------------- | ---- | ---- | -------- | ------- |
| 16–17 Sep      | Ipsos MORI/Evening Standard Archivado el 24 de septiembre de 2014 en Wayback Machine.                                    | 991               | 45 % | 50 % | 4 %      | 5 %     |
| 16–17 Sep      | Survation/Daily Record                                                                                                   | 1,160             | 43 % | 48 % | 9 %      | 5 %     |
| 15–17 Sep      | YouGov/The Times/The Sun                                                                                                 | 3,237             | 45 % | 49 % | 6 %      | 4 %     |
| 15–17 Sep      | Panelbase | 1,004             | 45 % | 50 % | 5 %      | 5 %     |
| 15–16 Sep      | Ipsos MORI/STV Archivado el 18 de septiembre de 2014 en Wayback Machine.                                                 | 1,373             | 47 % | 49 % | 5 %      | 2 %     |
| 12–16 Sep      | ICM/The Scotsman | 1,175             | 41 % | 45 % | 14 %     | 4 %     |
| 12–16 Sep      | Survation/Daily Mail | 1,000             | 44 % | 48 % | 8 %      | 4 %     |
| 12–15 Sep      | Opinium/Telegraph | 1,156             | 43 % | 47 % | 8 %      | 4 %     |
| 10–12 Sep      | Survation/Better Together                                                                                                | 1,044             | 42 % | 49 % | 9 %      | 7 %     |
| 9–12 Sep       | Panelbase/Sunday Times                                                                                                   | 1,014             | 46 % | 47 % | 7 %      | 1 %     |
| 10–11 Sep      | ICM/Sunday Telegraph | 705               | 49 % | 42 % | 9 %      | 7 %     |
| 9–11 Sep       | YouGov/The Times | 1,268             | 45 % | 50 % | 5 %      | 5 %     |
| 5–9 Sep        | Survation/Daily Record                                                                                                   | 1,000             | 42 % | 48 % | 10 %     | 6 %     |
| 2–5 Sep        | YouGov/The Sunday Times                                                                                                  | 1,084             | 47 % | 45 % | 8 %      | 2 %     |
| 2–4 Sep        | Panelbase/Yes Scotland                                                                                                   | 1,042             | 44 % | 48 % | 8 %      | 4 %     |
| 27 Ago – 4 Sep | TNS-BMRB Archivado el 8 de septiembre de 2014 en Wayback Machine.                                                        | 990               | 38 % | 39 % | 23 %     | 1 %     |
| 28 Ago – 1 Sep | YouGov/The Times/The Sun                                                                                                 | 1,063             | 42 % | 48 % | 10 %     | 6 %     |
| 26–28 Ago      | Survation/Scottish Daily Mail                                                                                            | 1,001             | 41 % | 47 % | 12 %     | 6 %     |
| 17 Ago         | ICM | 1,005             | 38 % | 47 % | 15 %     | 9 %     |
| 6–7 Ago        | Survation/Scottish Daily Mail                                                                                            | 1,010             | 37 % | 50 % | 13 %     | 13 %    |
| 4–7 Ago        | YouGov/The Sun | 1,142             | 35 % | 55 % | 10 %     | 20 %    |
| 23 Jul–7 Ago   | TNS BMRB Archivado el 14 de agosto de 2014 en Wayback Machine.                                                           | 1,003             | 32 % | 45 % | 23 %     | 13 %    |
| 28 Jul–3 Ago   | Ipsos MORI/STV Archivado el 12 de agosto de 2014 en Wayback Machine.                                                     | 1,006             | 40 % | 54 % | 7 %      | 14 %    |
| 30 Jul–1 Ago   | Survation/Mail on Sunday                                                                                                 | 1,000             | 40 % | 46 % | 14 %     | 6 %     |
| 16–22 Jul      | Panelbase/Sunday Times                                                                                                   | 1,041             | 41 % | 48 % | 11 %     | 7 %     |
| 7–11 Jul       | ICM/Scotland on Sunday                                                                                                   | 1,002             | 34 % | 45 % | 21 %     | 11 %    |
| 25 Jun–9 Jul   | TNS BMRB Archivado el 28 de julio de 2014 en Wayback Machine.                                                            | 995               | 32 % | 41 % | 27 %     | 9 %     |
| 4–8 Jul        | Survation/Daily Record                                                                                                   | 1,013             | 41 % | 46 % | 13 %     | 5 %     |
| 25–29 Jun      | YouGov/The Times | 1,206             | 35 % | 54 % | 12 %     | 19 %    |
| 10–23 Jun      | TNS BMRB/Scotland September 18                                                                                           | 1,004             | 32 % | 46 % | 22 %     | 14 %    |
| 12–16 Jun      | YouGov/Sun | 1,039             | 36 % | 53 % | 11 %     | 17 %    |
| 9–12 Jun       | ICM/Scotland on Sunday                                                                                                   | 1,002             | 36 % | 43 % | 21 %     | 7 %     |
| 9–11 Jun       | Panelbase/Yes Scotland                                                                                                   | 1,060             | 43 % | 46 % | 12 %     | 3 %     |
| 6–10 Jun       | Survation/Daily Record                                                                                                   | 1,004             | 39 % | 44 % | 17 %     | 5 %     |
| 26 May–1 Jun   | Ipsos MORI/STV Archivado el 5 de junio de 2014 en Wayback Machine.                                                       | 1,003             | 36 % | 54 % | 10 %     | 18 %    |
| 21–28 May      | TNS BMRB Archivado el 24 de septiembre de 2014 en Wayback Machine.                                                       | 1,011             | 30 % | 42 % | 28 %     | 12 %    |
| 12–15 May      | ICM/Scotland on Sunday                                                                                                   | 1,003             | 34 % | 46 % | 20 %     | 12 %    |
| 8–14 May       | Panelbase/Sunday Times                                                                                                   | 1,046             | 40 % | 47 % | 13 %     | 7 %     |
| 9–12 May       | Survation/Daily Record (enlace roto disponible en Internet Archive; véase el historial, la primera versión y la última). | 1,003             | 37 % | 47 % | 17 %     | 10 %    |
| 23 Abr–2 May   | TNS BMRB Archivado el 8 de julio de 2014 en Wayback Machine.                                                             | 996               | 30 % | 42 % | 28 %     | 12 %    |
| 25–28 Abr      | YouGov/Channel 4 | 1,208             | 37 % | 51 % | 12 %     | 14 %    |
| 14–16 Abr      | ICM/Scotland on Sunday                                                                                                   | 1,004             | 39 % | 42 % | 19 %     | 3 %     |
| 11–15 Abr      | Survation/Sunday Post | 1,001             | 38 % | 46 % | 16 %     | 8 %     |
| 4–9 Abr        | Panelbase/Yes Scotland                                                                                                   | 1,024             | 40 % | 45 % | 15 %     | 5 %     |
| 4–7 Abr        | Survation/Daily Record                                                                                                   | 1,002             | 37 % | 47 % | 16 %     | 10 %    |
| 28 Mar–4 Abr   | Panelbase/Wings Over Scotland                                                                                            | 1,025             | 41 % | 46 % | 14 %     | 5 %     |
| 21 Mar–2 Abr   | TNS BMRB Archivado el 16 de abril de 2014 en Wayback Machine.                                                            | 988               | 29 % | 41 % | 30 %     | 12 %    |
| 20–24 Mar      | YouGov/Times | 1,072             | 37 % | 52 % | 11 %     | 15 %    |
| 17–21 Mar      | ICM/Scotland on Sunday                                                                                                   | 1,010             | 39 % | 46 % | 15 %     | 7 %     |
| 7–14 Mar       | Panelbase/Newsnet Scotland                                                                                               | 1,036             | 40 % | 45 % | 15 %     | 5 %     |
| 26 Feb–9 Mar   | TNS BMRB Archivado el 7 de abril de 2014 en Wayback Machine.                                                             | 1,019             | 28 % | 42 % | 30 %     | 14 %    |
| 6–7 Mar        | Survation/Daily Record/Better Nation                                                                                     | 1,002             | 39 % | 48 % | 13 %     | 9 %     |
| 24–28 Feb      | YouGov/Scottish Sun | 1,257             | 35 % | 53 % | 12 %     | 18 %    |
| 20–25 Feb      | Ipsos/MORI | 1,001             | 32 % | 57 % | 11 %     | 25 %    |
| 18–21 Feb      | Panelbase/Scottish National Party                                                                                        | 1,022             | 37 % | 47 % | 16 %     | 10 %    |
| 17–21 Feb      | ICM/Scotland on Sunday                                                                                                   | 1,004             | 37 % | 49 % | 14 %     | 12 %    |
| 17–18 Feb      | Survation/Mail on Sunday                                                                                                 | 1,005             | 38 % | 47 % | 16 %     | 9 %     |
| 29 Ene–6 Feb   | Panelbase/Sunday Times                                                                                                   | 1,012             | 37 % | 49 % | 14 %     | 12 %    |
| 28 Ene–6 Feb   | TNS BMRB Archivado el 25 de marzo de 2014 en Wayback Machine.                                                            | 996               | 29 % | 42 % | 29 %     | 13 %    |
| 3–5 Feb        | YouGov/Sun | 1,047             | 34 % | 52 % | 14 %     | 18 %    |
| 29–31 Ene      | Survation/Mail on Sunday                                                                                                 | 1,010             | 32 % | 52 % | 16 %     | 20 %    |
| 21–27 Ene      | YouGov | 1,192             | 33 % | 52 % | 15 %     | 19 %    |
| 21–24 Ene      | ICM/Scotland on Sunday                                                                                                   | 1,004             | 37 % | 44 % | 19 %     | 7 %     |
| 14–20 Ene      | TNS BMRB Archivado el 20 de febrero de 2014 en Wayback Machine.                                                          | 1,054             | 29 % | 42 % | 29 %     | 13 %    |
| 3–10 Ene       | TNS BMRB/BBC Scotland Archivado el 8 de marzo de 2014 en Wayback Machine.                                                | 1,008             | 28 % | 42 % | 30 %     | 14 %    |

### 2013
| Fechas                  | Organización de sondeo                                                                                     | Tamaño de muestra | Sí   | No   | Indeciso | Ventaja |
| ----------------------- | --- | ----------------- | ---- | ---- | -------- | ------- |
| 3–10 Dic                | TNS BMRB                                                                                                   | 1,055             | 27 % | 41 % | 33 %     | 14 %    |
| 6–9 Dic                 | YouGov/Times                                                                                               | 1,074             | 33 % | 52 % | 15 %     | 19 %    |
| 29 Nov–5 Dic            | Ipsos MORI/STV News                                                                                        | 1,006             | 31 % | 55 % | 14 %     | 24 %    |
| 27–28 Nov               | Progressive Scottish Opinion/Mail on Sunday                                                                | 1,134             | 27 % | 56 % | 17 %     | 29 %    |
| 20–27 Nov               | TNS BMRB                                                                                                   | 1,004             | 26 % | 42 % | 32 %     | 16 %    |
| 12–20 Nov               | Panelbase/Sunday Times                                                                                     | 1,006             | 38 % | 47 % | 15 %     | 9 %     |
| 23–30 Oct               | TNS BMRB                                                                                                   | 1,010             | 25 % | 43 % | 32 %     | 18 %    |
| 17–24 Oct               | Panelbase/Wings Over Scotland                                                                              | 1,008             | 37 % | 45 % | 17 %     | 8 %     |
| 25 Sep – 2 Oct          | TNS BMRB Archivado el 22 de septiembre de 2014 en Wayback Machine.                                         | 1,004             | 25 % | 44 % | 31 %     | 19 %    |
| 13–16 Sep               | YouGov/Times                                                                                               | 1,139             | 32%  | 52 % | 13 %     | 20 %    |
| 9–15 Sep                | Ipsos MORI/STV News                                                                                        | 1,000             | 30 % | 57 % | 14 %     | 27 %    |
| 10–13 Sep               | ICM/Scotland on Sunday                                                                                     | 1,002             | 32 % | 49 % | 19 %     | 17 %    |
| 30 Ago – 5 Sep          | Panelbase/Sunday Times                                                                                     | 1,002             | 37 % | 47 % | 16 %     | 10 %    |
| 23–28 Ago               | Panelbase/Scottish National Party                                                                          | 1,043             | 44 % | 43 % | 13 %     | 1 %     |
| 21–27 Ago               | TNS BMRB (enlace roto disponible en Internet Archive; véase el historial, la primera versión y la última). | 1,017             | 25 % | 47 % | 28 %     | 22 %    |
| 19–22 Ago               | YouGov/Devo Plus                                                                                           | 1,171             | 29 % | 59 % | 10 %     | 30 %    |
| 16 Ago                  | Angus Reid/Daily Express                                                                                   | 549               | 34 % | 47 % | 19 %     | 13 %    |
| 17–24 Jul               | Panelbase/Sunday Times                                                                                     | 1,001             | 37 % | 46 % | 17 %     | 9 %     |
| 10–16 de mayo           | Panelbase/Sunday Times                                                                                     | 1,004             | 36 % | 44 % | 20 %     | 8 %     |
| 29 de abril – 5 de mayo | Ipsos MORI/The Times                                                                                       | 1,001             | 28 % | 57 % | 15 %     | 29 %    |
| 20 Mar – 2 Abr          | TNS BMRB                                                                                                   | 1,002             | 30 % | 51 % | 19 %     | 21 %    |
| 18–22 Mar               | Panelbase/Sunday Times                                                                                     | 885               | 36 % | 46 % | 18 %     | 10 %    |
| 20–28 Feb               | TNS BMRB/Scottish CND                                                                                      | 1,001             | 33 % | 52 % | 15 %     | 19 %    |
| 4–9 Feb                 | Ipsos MORI/The Times                                                                                       | 1,003             | 32 % | 52 % | 16 %     | 20 %    |
| 30 Ene – 1 Feb          | Angus Reid                                                                                                 | 1,003             | 32 % | 47 % | 20 %     | 15 %    |
| 11–21 Ene               | Panelbase/Sunday Times                                                                                     | 1,004             | 34 % | 47 % | 19 %     | 13 %    |
| 3–9 Ene                 | TNS BMRB                                                                                                   | 1,012             | 28 % | 48 % | 24 %     | 20 %    |
| 3–4 Ene                 | Angus Reid                                                                                                 | 573               | 32 % | 50 % | 16 %     | 18 %    |

## Comentarios

### La Unión Europea
El estatus de Escocia dentro de la Unión Europea en el caso de haber accedido a la independencia fue un tema central en el referéndum. La posibilidad de que el Reino Unido lleve a cabo un referéndum sobre su salida de la Unión Europea, que obligaría a Escocia a abandonar la UE, convirtió este tema en muy importante.
Para los defensores de la independencia, Escocia siendo uno de los dos reinos constituyuentes del Reino Unido, sería uno de sus dos estados sucesores. En mayo de 2013, el economista alemán Roland Vaubel, asesor del gobierno alemán, mantenía esta tesis. Vaubel contradecía las declaraciones en 2012 del presidente de la Comisión Europea Manuel Barroso, quien dijo que Escocia no quedaría automáticamente como miembro de la Unión Europea en caso de independencia. En 2012 la Comisión Europea propuso dar respuesta oficial a la pregunta si el Reino Unido lo solicitara. Sin embargo el Gobierno británico decidió no solicitarla. No existe precedente de la disolución de un estado miembro y su sustitución por dos estados nuevos y no está previsto en los Tratados constitutivos de la Unión, sin embargo la opinión mayoritaria dentro de las instituciones comunitarias es que Escocia quedaría fuera de la Unión y tendría que negociar su reingreso.
El presidente del Gobierno español Mariano Rajoy declaró su convicción que si una región secesionara de la UE tendría que solicitar de nuevo la entrada en la Unión Europea. En Escocia se considera que un posible veto español estaría sobre todo vinculado a las aspiraciones separatistas de Cataluña y el País Vasco.
El juez escocés, el profesor sir David Edward, antiguo juez del Tribunal de Justicia de la Unión Europea considera que la UE y los estados están obligados a empezar negociaciones antes de que entrara en vigor la independencia mediante una enmienda al Artículo 48 del Tratado de la Unión Europea. El director general honorario de la UE, el galés Graham Avery, manifestó su acuerdo con David Edward en enero de 2014, en un informe del Centro para Política Europea (EPC). En agosto de 2014 el muy respetado ESRC británico concluyó que una Escocia independiente no perdería los derechos ni obligaciones de un estado miembro de la UE.

### Manifestaciones públicas
Una serie de manifestaciones se coordinaron en apoyo de la independencia desde el anuncio del referéndum. La "March and Rally for Scottish Independence" en septiembre de 2012 atrajo a una multitud de entre 5000 y 10 000 personas a los jardines de Princes Street. El evento se repitió en septiembre de 2013, un año después; la policía estimó que más de 8000 personas participaron en la marcha, mientras que los organizadores y la Federación escocesa de Policía afirmó que entre 20 000 y 30 000 personas participaron en la marcha y concentración combinada.

### La fecha
El gobierno escocés anunció el 21 de marzo de 2013, que el referéndum se celebraría el 18 de septiembre de 2014. Algunos informes de prensa mencionaron que 2014 fue elegido por el 700 aniversario de la batalla de Bannockburn y porque Escocia sería también el anfitrión Juegos de la Commonwealth y la Copa Ryder.

### Banderas
«No hay protocolo legal y oficial sobre banderas hasta el punto que ni siquiera puedes decir que la Union Jack es la bandera de Reino Unido», afirmó Andrew Rosindell, jefe de Grupo Parlamentario Multipartidario sobre Banderas y Heráldica. Para él, la hipotética independencia escocesa no hubiera hecho necesario ningún cambio. «Fue creada en el momento de la unión de las coronas», aclaró, en oposición a la unión política que llegó cien años después. «Como los independentistas escoceses conservarán la corona británica, rediseñar la bandera no tendría sentido», comunicó Rosindell.